# Hyrcanana transiens
Hyrcanana transiens är en fjärilsart som beskrevs av Otto Staudinger 1886. Hyrcanana transiens ingår i släktet Hyrcanana och familjen juvelvingar. Inga underarter finns listade i Catalogue of Life.